# Fred Foy
Frederick William Foy, conhecido artisticamente como Fred Foy (Detroit, 27 de março de 1921 - Woburn, 23 de dezembro de 2010) foi um radialista estadunidense, narrador do seriado radiofônico "The Lone Ranger".
Foy ficou conhecido ao fazer a narração das estórias do texano "Lone Ranger" no seriado radiofônico "The Lone Ranger" entre os anos de 1949 à 1957. Este seriado, quando produzido para a TV americana (com o mesmo título: The Lone Ranger), teve a participação de Fred Foy na narração da abertura do mesmo (na TV brasileira o seriado ficou conhecido como "Cavaleiro Solitário"). Também trabalhou na rede de TV ABC.
Faleceu, de causas naturais e aos 89 anos de idade, no dia 23 de dezembro de 2010.